# Праздники Австралии

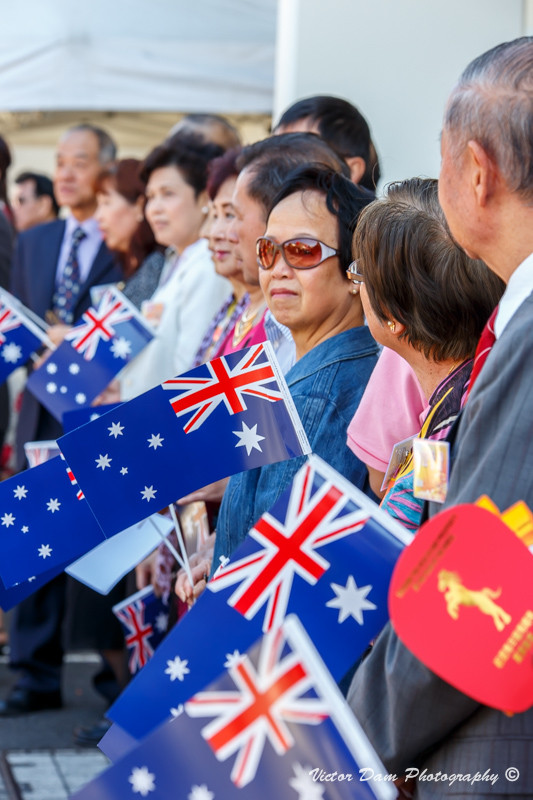
Празднование Дня Австралии

Праздники в Австралии, за исключением национальных, объявляются на уровне штатов и территорий. Если праздник выпадает на выходной, следующий будний день (как правило, понедельник) считается праздником.

## Праздники
| Дата | Название                                      | Краткое описание |
| --- | --------------------------------------------- | --- |
| 1 января | Новый год                                     | Австралийцы празднуют этот праздник летом, когда в Южном полушарии солнечно и жарко. |
| 26 января | День Австралии                                | 26 января 1788 года капитан Артур Филипп высадился в бухте Сиднея, поднял британский флаг и основал первую колонию — Новый Южный Уэльс. |
| Первая пятница февраля | Марди Гра                                     | Парад геев и лесбиянок, тесно связан с традицией зимних карнавалов перед наступлением Великого Поста. |
| Первая декада февраля | Новый год по лунному календарю                | Китайская традиция жить по разным календарям прижилась и в Австралии, где немало выходцев из Китая. |
| Вторая неделя февраля | Королевская регата                            | Королевская регата в Хобарте (штат Тасмания) впервые состоялась в 1838 году. С тех пор она остается одним из самых популярных ежегодных мероприятий Австралии и самым старым спортивным соревнованием в Тасмании. Регата проходит в течение трех дней, заканчиваясь во второй вторник февраля.                                                                                         |
| 14 февраля | День святого Валентина (День всех влюбленных) | В этот день в Австралии проводится много фестивалей |
| Второй вторник марта | День Содружества                              | Ежегодный праздник Содружества наций |
| Третий понедельник марта | День Канберры                                 | Австралийцы отмечают день, когда столица страны получила своё имя |
| 21 марта | День гармонии                                 | День объединения всех наций против расовой дискриминации. Символ запада — оранжевая лента, знак антирасизма |
| Март-май | Пасха                                         | Пасха в Австралии отмечается по католическому календарю, но приходится на осень, в отличие от весны в Северном полушарии. |
| 1 апреля | День смеха (День дурака смеха)                | Так же, как и в других странах мира, жители Австралии разыгрывают друг друга и дарят смешные и необычные подарки |
| 25 апреля | День АНЗАК (День защитника Отечества)         | В этот день по всей стране проходят торжественные церемонии памяти и благодарности, посвященные всем мужчинам и женщинам, погибшим в войнах. |
| Первый понедельник апреля — Западная Австралия Второй понедельник марта — Виктория и Тасмания Первый понедельник мая — Квинсленд и Северная территория Первый понедельник октября — Столичная территория, Новый Южный Уэльс и Южная Австралия | День труда                                    | День восьмичасового рабочего дня, день борьбы рабочих за свои права. В разных штатах отмечается в разные дни, к работе по 8 часов в день они пришли в разное время |
| Вторая пятница мая | День матери                                   | Этот день австралийцы используют для того, чтобы выразить искреннюю благодарность и признательность своим матерям. Взрослые дарят серьёзные подарки, малыши — цветы и открытки. |
| Первый понедельник июня | День основания                                | 1 июня 1829 года первые поселенцы западного побережья завершили своё путешествие с Великобритании до Австралии, к колонии на реке Свон |
| 3 июня | День Мабо                                     | День, когда Верховный Суд подтвердил право аборигенов и жителей островов пролива Торесса владеть и пользоваться землей в местах их традиционного проживания. Шире всего День Мабо празднуется в местах традиционного проживания коренного населения, а на островах Торесс этот день является выходным. Назван в честь правозащитника Эдди Мабо, который отстоял это право в 1992 году. |
| Второй понедельник июня | День рождения королевы                        | На самом деле королева Елизавета Александра Мэри Виндзор родилась 21 апреля 1926 года, но перенесла празднование своего дня рождения на более солнечное и теплое (в Европе) время. |
| Первое воскресенье сентября | День отца                                     | День всех родителей. Люди благодарят своих родителей за заботу и поддержку. Чаще всего дети дарят цветы, шоколад и нарисованные ими самими открытки своим дорогим папам, дедушкам, дядям и всем важным мужчинам в их жизни. Самый популярный подарок в этот день — галстук. |
| Первая пятница ноября | Кубок Мельбурна                               | Скачки, ставки на которых делает почти каждый австралиец |
| 11 ноября | День памяти                                   | День памяти, также известный как День маков и День перемирия. В этот день вспоминают всех погибших в Первой и Второй мировых войнах, чтят память жертв многочисленных военных конфликтов. |
| 25 декабря | Рождество                                     | Празднуется так же, как и в большинстве стран. |
| 26 декабря | День подарков                                 | Также Boxing Day. В этот день принято дарить подарки людям беднее себя. По традиции эти подарки делаются в коробках, отсюда и название. |